# Türkische Badminton-Mannschaftsmeisterschaft 2015
Die Türkische Badminton-Mannschaftsmeisterschaft 2015 gewann das Team von İstanbul Buyuk Şehir Belediyesi.

## 1. Runde
- 1. Bursa Yıldırım Belediyesi SK
- 2. İstanbul GOP
- 3/4. Samsun İlkadım Belediyesi
- 3/4. Ankara Özyakut SK

## 2. Runde
- 1. İstanbul Buyuk Şehir Belediyesi
- 2. Ankara Büyükşehir Belediyesi SK
- 3/4. Erzincan İl Özel İdare
- 3/4. Elazığ Gençlik SK

## Play-Off
- 1. İstanbul Buyuk Şehir Belediyesi
- 2. Elazığ Gençlik SK
- 3. Ankara Büyükşehir Belediyesi SK
- 4. Çorum İBD Gençlik